# Machilly
Machilly é uma comuna francesa na região administrativa de Auvérnia-Ródano-Alpes, no departamento da Alta Saboia. Estende-se por uma área de 5.76 km². Em 2010 a comuna tinha 1 108 habitantes (densidade: 192,4 hab./km²).